# Plaza Dorrego
Pour les articles homonymes, voir Dorrego.

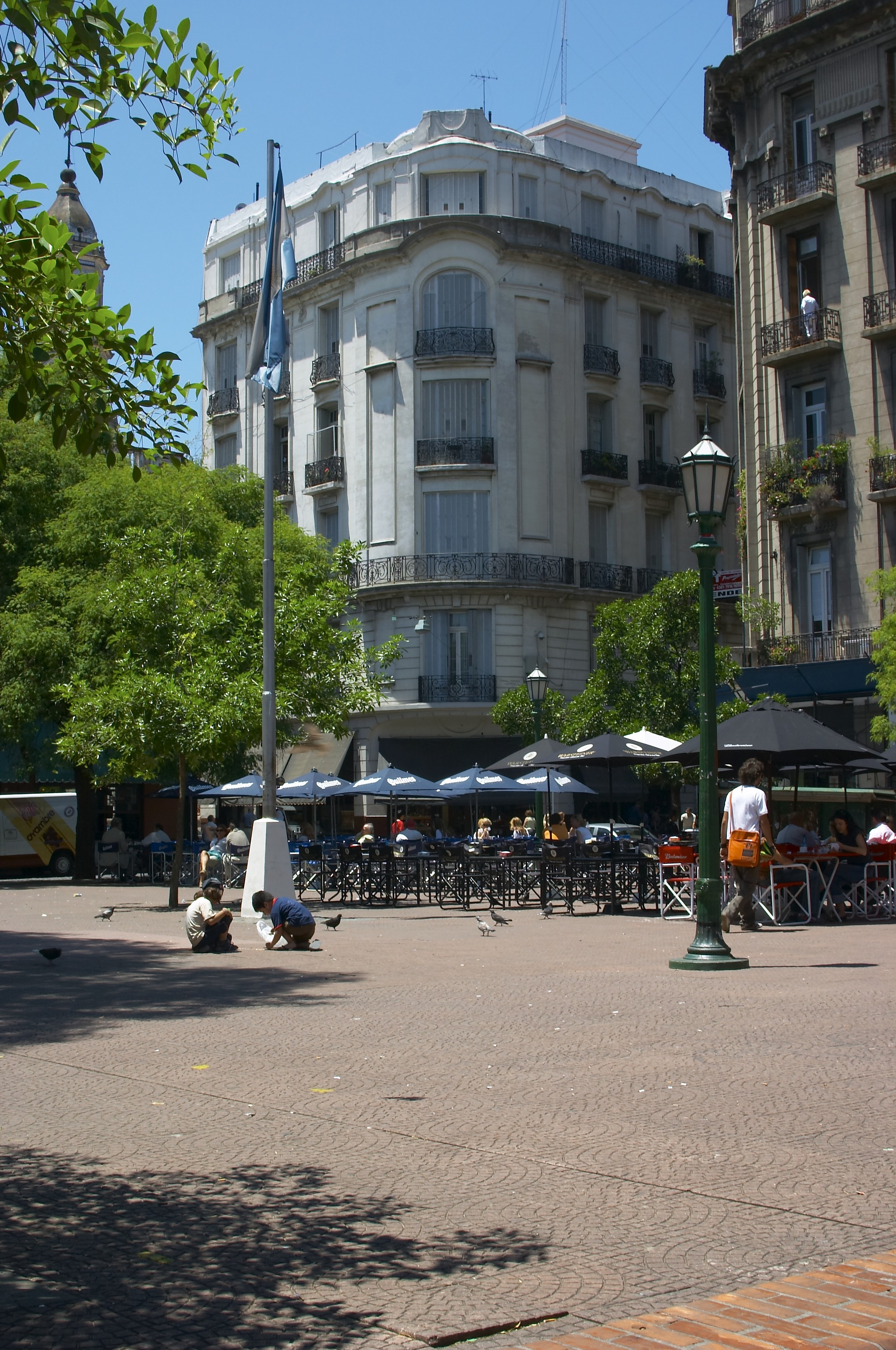
Plaza Dorrego

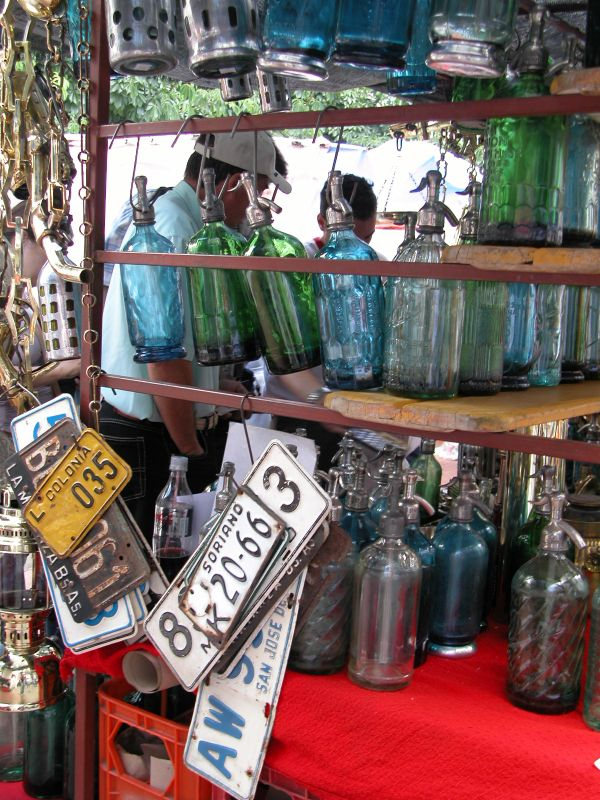
Fête des antiquités sur la Plaza Dorrego

La Plaza Dorrego se trouve au cœur du quartier de San Telmo, à Buenos Aires en Argentine. Au XIXe siècle, San Telmo était le principal quartier résidentiel de la ville, et la Plaza Dorrego en était le centre.
Anciennement, cet endroit se nommait Hueco del Alto (coin de la halte) ou Alto de las carretas (halte des charrettes), car c'était là que les chars tirés par des bœufs 
se reposaient avant de traverser le petit cours d'eau (arroyo) Tercero del Sur (aujourd'hui Passage San Lorenzo), lorsqu'ils se dirigeaient vers le centre de la cité. Ultérieurement, ce nom changea et devint Alto de San Pedro (halte de Saint Pierre), puis Plaza del Comercio ou place du commerce (1822). En 1905, le nom de la place changea une dernière fois pour devenir le nom actuel.
Les édifices qui se trouvent sur la place, conservent leur aspect originel, grâce à l'appui de la Commission du Musée de la ville.
Actuellement, sur ses côtés se trouvent des cafés, des bars et des pubs, qui envahissent la place en semaine avec leurs tables, mais on y trouve aussi des maisons d'antiquités. De plus, on y fait de nombreuses exhibitions musicales et des bals publics, y compris des démonstrations de Tango. Le dimanche, se tient la Feria de San Telmo ou Fête de San Telmo des antiquités (créée en 1970). Alors la place et les rues adjacentes se remplissent d'étals d'antiquités et de curiosités.
La Plaza Dorrego se trouve au croisement des rues Humberto I et Defensa. Il constitue, avec La Boca (ou Caminito), la Recoleta, la Calle Florida, la Calle Lavalle et quelques autres endroits de la ville, une des principales promenades touristiques à faire à pied à Buenos Aires. Elle a été déclarée « Monument Historique National ».